# I Simeriní
I Simeriní (grec moderne : Η Σημερινή (sous-entendu : εφημερίδα), « Le (Journal) d’aujourd’hui ») est un quotidien chypriote écrit en grec. I Simeriní est diffusé à environ 17 000 exemplaires par jour.
Politiquement le journal est proche du Rassemblement démocrate (DISY), un parti de droite. I Simeriní défend des positions nationalistes grecques et anti-turques contrairement à Alíthia, aussi proche du DISY.
I Simeriní a été fondé en 1976 et ses bureaux sont situés à Nicosie.
La devise du journal est une citation de Rigas : Όποιος Ελεύθερα Συλλογάται Συλλογάται Καλα, soit « Celui qui pense librement, pense bien.»